# 一升餅
一升餅とは、一般的に一升分の量のもち米から作られた餅を丸めた物の事をさす。使用方法の違いやお飾りの意味合い、地方により、一つ丸めや、2つに分けて2段、または3段にしたり、地域により白蛇に見立てとぐろを巻かせた物など、形状が異なる。丸い事から三種の神器の一つ「八咫鏡」に見立て「鏡餅」とも言う。

## 使用方法

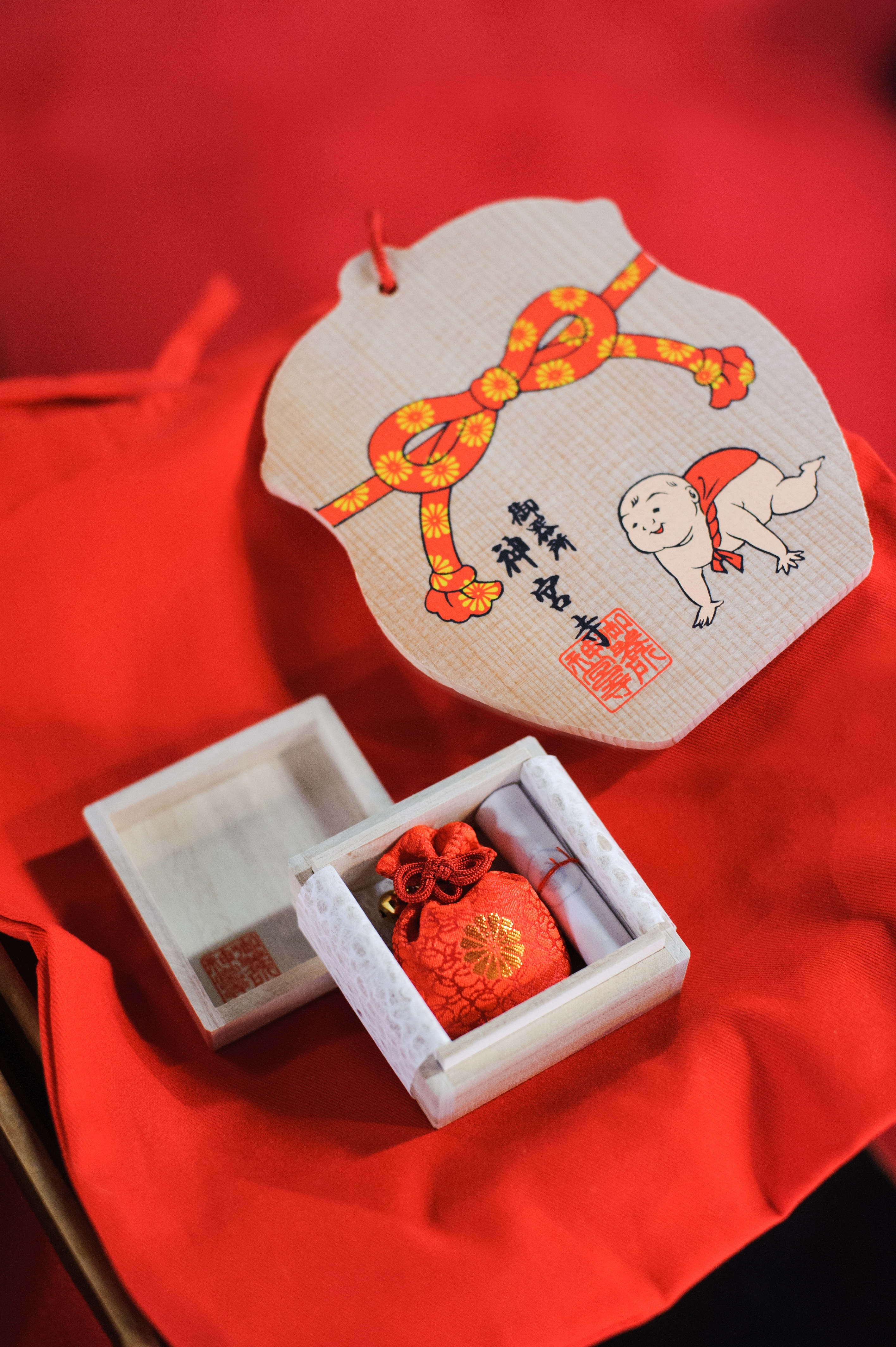
一升餅を背負う子供の絵馬（祈祷後に、手形を押し奉納する）と、子供の健やかな成長を守る御守
神宮寺 (名古屋市)

この一升餅は古来より正月や一歳の誕生日、還暦等の節目の祝いや、建前（上棟式）等の祝い事に多く用いられてきた。一升餅とあわせて、選び取りをする地域もある。

### 初誕生祝い
日本の各地にこの習慣は伝承され、
子供の満一歳のお祝いのときに用いられる。「一升」と「一生」を掛けて一生食べ物に困らないようにという意味が込められている。また、丸いことから「一生丸く長生き出来るように」と願いを込めたものともいう。この意味や祝う行事は地域や各家庭によって様々だが、親から子へ受け継がれるものであるため、各家庭の特色がみられる祝いでもある。呼び名も様々で、「一生餅」「誕生餅」「一歳餅」「力餅」とも呼ばれる。

派生として餅ではなく丸いフランスパン（ブール・ド・カンパーニュ）などの
1.8キロほどのもので「一升パン」と呼ばれる製品がある。
表面に子供の名前を入れることが多い。

### 一升餅祈祷会（やっこ餅祈祷会）
神宮寺 (名古屋市)では、子供の成長を祝い、その年に一歳になる幼児が集まり、一升餅を背負わせる祈祷がある。祈祷の後には選び取りがおこなわれ幼児の将来の職業や才能を占われる。

#### 餅負い
この一升餅を「背負餅（しょいもち、せおいもち）」と呼び、寿の文字や子供の名前を書いた一升餅を1歳の子供に風呂敷や餅袋等で背負わせ、子供が背負い立てない姿、転ぶ姿を将来への夢や希望の願いを込めて見守る行事がある。一生の重みを感じさせると言う意味合いで、立って歩いてしまう子供の場合、わざと転ばせることもある。地域や家庭により「立ち餅」「立ったら餅」「転ばせ餅」「転ばし餅」「転び餅」とも呼ばれる。

#### 餅踏み
この一升餅を「踏み餅」と呼び、一升餅を大地にたとえ、草鞋を履かせ、「大地にしっかり足をつけ歩んで行けるように」と願いを込め、子供を一升餅の上に立たせる行事がある。

### 還暦祝い
同じく還暦や華甲、古希、喜寿、傘寿、半寿、米寿、卒寿、鳩寿、白寿、百寿、茶寿、珍寿、皇寿、大還暦の長寿の誕生日祝いの時にも一升餅が用いられる事がある。この場合は紅白の一升餅を使い、「餅」と「持ちがいい」や「長持ちする」にかけて、お飾りをし、誕生日を祝う。祝い後には長寿のご利益を受ける意味で家族で食する。

## 伝承
この一升餅には太陽神の天照大神が宿ると云い伝えられており、このお餅自体が天照大神が姿を隠した天の岩戸に見立てているので、天の岩戸が開いたように、お祝いで使用された後には一升餅も豊作や将来の円満を願い鏡開きが行われ、餅を切って食べる。また、乾燥により鏡餅が自然と割れた事も「開いた」と言い、天照大神のご加護が有ると信じられ、縁起の良い物とされている。